# سارا جی
سارا جی (به انگلیسی: Sara Jay) (زاده ۱۴ نوامبر ۱۹۷۷) بازیگر و کارگردان پورنوگرافی اهل ایالات متحده آمریکا است. او از سال ۲۰۱۷ وارد تالار مشاهیر ای‌وی‌ان شده‌است.او همچنین از همسرش جدا شده‌است و اعلام کرده دوست ندارد با یک مرد باشد. او در مصاحبه ایی گفت: هرگز زن وفادار و متعهدی نبودم و در آن زمان با همسرم رابطه‌های جنسی چندنفره زیادی داشتیم و یک روز به همسرم گفتم ما باید از هم جدا شویم. چرا که دیگر من وارد صنعت پورن شده بودم و ما خیلی فرق کرده بودیم و او نمی‌توانست به نیاز من پاسخ دهد. او همچنین گفت: از این کار بسیار راضی ام و از آن لذت می‌برم و از وقتی وارد صنعت پورن شدم بسیار خوشانسی می آورم و دیگر قصد ازدواج ندارم.

## زندگی‌نامه
سارا جی پس از فارغ‌التحصیلی از دبیرستان شروع به تحصیل در رشته روان‌شناسی در دانشگاه سینسیناتی کرد. او برای پرداخت هزینه تحصیل در دانشگاه، به عنوان یک رقصنده در یک بار مشغول به کار شد. بعداً او شروع به جستجوی کار کرد و به سرگرمی بزرگسالان علاقه‌مند شد و در سال ۲۰۰۱ در سن ۲۴ سالگی وارد صنعت پورن شد. بلافاصله پس از آن، او به لاس وگاس نقل مکان کرد و شروع به حضور در صنعت فیلم بزرگسالان کرد و تا به امروز بیش از ۱۳۰۰ فیلم ساخت. او همچنین جنبه خود را به عنوان کارگردان توسعه داده‌است و تا به امروز ۸ فیلم فیلمبرداری کرده‌است.
در سال ۲۰۱۷ او به تالار مشاهیر جوایز AVN معرفی شد.

## منابع

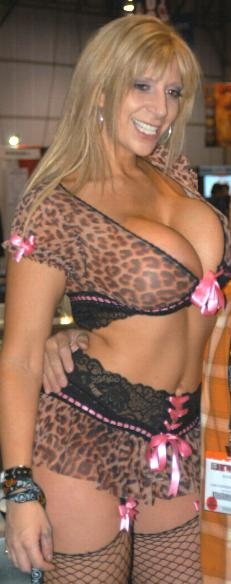
سارا جی در نمایشگاه سرگرمی بزرگسالان سال ۲۰۰۷